# Danil Karpov
Danil Aleksandrovich Karpov (tiếng Nga: Данил Александрович Карпов; sinh ngày 28 tháng 6 năm 1999) là một cầu thủ bóng đá người Nga thi đấu cho FC Tyumen.

## Sự nghiệp câu lạc bộ
Anh có màn ra mắt tại Giải bóng đá Quốc gia Nga cho FC Tyumen vào ngày 6 tháng 5 năm 2017 trong trận đấu với F.K. Shinnik Yaroslavl.